# Erich Kõlar
Erich Kõlar (* 18. Mai 1924 in Tallinn; † 23. Dezember 2022) war ein estnischer Dirigent und Percussionist.

## Leben und Musik
Erich Kõlar wurde als Sohn eines estnischen Vaters und einer lettischen Mutter geboren. Die Eltern und ein Bruder wurden nach der sowjetischen Besetzung Estlands 1940/41 ins Innere der Sowjetunion deportiert.
Erich Kõlar schloss 1951 sein Studium im Fach Dirigieren bei Roman Matsov am Staatlichen Tallinner Konservatorium (Tallinna Riiklik Konservatoorium) ab. Von 1944 bis 1951 spielte er Schlagwerk im Sinfonieorchester des Estnischen Rundfunks. Daneben war er Leiter der beliebten Jazzformation Kuldne Seitse („Die goldene Sieben“). Von 1951 bis 1956 lebte er als Musiklehrer und künstlerischer Leiter eines Arbeitervereins in der Oblast Kirow in Russland. Anschließend kehrte er in die Estnische SSR zurück.
1956/57 war er als Percussionist beim Sinfonieorchester des Estnischen Rundfunks tätig. Er unterrichtete 1956/57 in Tallinn und von 1958 bis 1965 im südestnischen Tartu Musik. Ab 1957 war Kõlar Dirigent am Opern- und Konzerthaus Vanemuine in Tartu, von 1958 bis 1980 und von 1981 bis 1984 dessen Chefdirigent.

## Auszeichnungen
1968 wurde Erich Kõlar die Auszeichnung „Verdienter Künstler der Estnischen SSR“ verliehen.

## Privatleben
Erich Kõlar war mit der estnischen Pianistin Leelo Kõlar (1927–2023) verheiratet. In zweiter Ehe heiratete er die russische Primaballerina Elena Poznjak-Kõlar. Beider Sohn ist der Komponist Margo Kõlar (* 1961). Erich Kõlar hat weitere drei Kinder.